# Гексафторид селена
Гексафторид селена (фторид селена(VI)) — неорганическое соединение селена и фтора, бесцветный газ. Химически менее инертен, чем гексафторид серы. Реагирует с газообразным аммиаком при нагревании. Имеет неприятный запах, ядовит, обладает удушающим и раздражающим действием даже в малых концентрациях.

## Получение
- Получают сжиганием селена во фторе:

{\displaystyle {\mathsf {Se+3F_{2}\ {\xrightarrow {T}}\ SeF_{6}}}}